# كريس لورو
كريس لورو هو لاعب كرة قاعدة كندي، ولد في 14 أبريل 1984 في مونتريال في كندا.

## وصلات خارجية
- كريس لورو على موقع دوري كرة القاعدة الرئيسي (الإنجليزية)
- كريس لورو على موقع الدوري الياباني لكرة القاعدة (الإنجليزية)
- كريس لورو على موقعبيزبول رفرنس.كوم (الدوري الرئيسي) (الإنجليزية)
- كريس لورو على موقعبيزبول رفرنس.كوم (الدوري الثانوي) (الإنجليزية)
- كريس لورو على موقع إي إس بي إن.كوم (أم.أل.بي) (الإنجليزية)
- كريس لورو على موقع مشجعي الرسوم البيانية (الإنجليزية)
- كريس لورو على موقع اللجنة الأولمبية الكندية (الإنجليزية)